# 200 mètres féminin aux Jeux olympiques d'été de 2016 (athlétisme)
Pour un article plus général, voir Athlétisme aux Jeux olympiques d'été de 2016.
Navigation
Londres 2012 Tokyo 2020
L'épreuve du 200 mètres féminin aux Jeux olympiques de 2016 se déroule du 15 au 17 août 2016 au Stade olympique de Rio de Janeiro, au Brésil. Elle est remportée par la Jamaïcaine Elaine Thompson dans le temps de 21 s 78.

## Résultats

### Finale
| Rang               | Couloir | Athlète            | Pays              | Temps           | Notes |
| ------------------ | ------- | ------------------ | ----------------- | --------------- | ----- |
| Médaille d'or      | 6       | Elaine Thompson    | Jamaïque          | 21.78           | SB    |
| Médaille d'argent  | 4       | Dafne Schippers    | Pays-Bas          | 21.88           | SB    |
| Médaille de bronze | 5       | Tori Bowie         | États-Unis        | 22.15           |       |
| 4                  | 3       | Marie Josée Ta Lou | Côte d'Ivoire     | 22.21           | NR    |
| 5                  | 2       | Dina Asher-Smith   | Grande-Bretagne   | 22.31           | SB    |
| 6                  | 6       | Michelle-Lee Ahye  | Trinité-et-Tobago | 22.34           |       |
| 7                  | 1       | Deajah Stevens     | États-Unis        | 22.65           |       |
| 8                  | 7       | Ivet Lalova-Collio | Bulgarie          | 22.69           |       |
|                    |         |                    |                   | vent : -0.1 m/s |       |

### Demi-finales
- Qualification : 2 premières de chaque série (Q) et les 2 meilleurs temps (q)

#### Demi-finale 1
| Rang | Couloir | Athlète           | Pays            | Réaction        | Temps | Notes |
| ---- | ------- | ----------------- | --------------- | --------------- | ----- | ----- |
| 1    | 3       | Dafne Schippers   | Pays-Bas        |                 | 21.96 | Q     |
| 2    | 4       | Elaine Thompson   | Jamaïque        |                 | 22.13 | Q, SB |
| 3    | 5       | Deajah Stevens    | États-Unis      |                 | 22.38 | q     |
| 4    | 7       | Dina Asher-Smith  | Grande-Bretagne |                 | 22.49 | q     |
| 5    | 6       | Blessing Okagbare | Nigeria         |                 | 22.69 |       |
| 6    | 2       | Mujinga Kambundji | Suisse          |                 | 22.83 |       |
| 7    | 8       | Lisa Mayer        | Allemagne       |                 | 22.90 |       |
| 8    | 1       | Tynia Gaither     | Bahamas         |                 | 23.45 |       |
|      |         |                   |                 | vent : +0.1 m/s |       |       |

#### Demi-finale 2
| Rang | Couloir | Athlète             | Pays              | Réaction        | Temps | Notes |
| ---- | ------- | ------------------- | ----------------- | --------------- | ----- | ----- |
| 1    | 3       | Marie Josée Ta Lou  | Côte d'Ivoire     |                 | 22.28 | Q, PB |
| 2    | 4       | Ivet Lalova-Collio  | Bulgarie          |                 | 22.42 | Q, SB |
| 3    | 7       | Ella Nelson         | Australie         |                 | 22.50 | PB    |
| 4    | 6       | Jenna Prandini      | États-Unis        |                 | 22.55 |       |
| 5    | 5       | Nataliya Pohrebnyak | Ukraine           |                 | 22.81 |       |
| 6    | 8       | Semoy Hackett       | Trinité-et-Tobago |                 | 22.94 |       |
| 7    | 2       | Ángela Tenorio      | Équateur          |                 | 22.99 |       |
| 8    | 1       | Jodie Williams      | Grande-Bretagne   |                 | 22.99 |       |
|      |         |                     |                   | vent : +0.1 m/s |       |       |

#### Demi-finale 3
| Rang | Couloir | Athlète           | Pays              | Réaction        | Temps | Notes |
| ---- | ------- | ----------------- | ----------------- | --------------- | ----- | ----- |
| 1    | 4       | Tori Bowie        | États-Unis        |                 | 22.13 | Q     |
| 2    | 6       | Michelle-Lee Ahye | Trinité-et-Tobago |                 | 22.25 | Q     |
| 3    | 8       | Simone Facey      | Jamaïque          |                 | 22.57 | SB    |
| 4    | 5       | Murielle Ahouré   | Côte d'Ivoire     |                 | 22.59 |       |
| 5    | 2       | Gina Lückenkemper | Allemagne         |                 | 22.73 |       |
| 6    | 3       | Edidiong Odiong   | Bahreïn           |                 | 22.84 |       |
| 7    | 7       | Nercely Soto      | Venezuela         |                 | 22.88 | SB    |
| 8    | 1       | Crystal Emmanuel  | Canada            |                 | 23.05 |       |
|      |         |                   |                   | vent : +0.8 m/s |       |       |

### Séries
- Qualification : 2 premières de chaque séries (q) et les 6 meilleurs temps (Q).

#### Série 1
| Rang | Couloir | Athlète             | Pays              | Réaction        | Temps | Notes |
| ---- | ------- | ------------------- | ----------------- | --------------- | ----- | ----- |
| 1    | 4       | Dafne Schippers     | Pays-Bas          | 0.145           | 22.51 | Q     |
| 2    | 7       | Nataliya Pohrebnyak | Ukraine           | 0.134           | 22.64 | Q     |
| 3    | 6       | Crystal Emmanuel    | Canada            | 0.144           | 22.80 | q, PB |
| 4    | 5       | Anna Kiełbasińska   | Pologne           | 0.155           | 22.95 | SB    |
| 5    | 2       | Reyare Thomas       | Trinité-et-Tobago | 0.202           | 22.97 |       |
| 6    | 1       | Maja Mihalinec      | Slovénie          | 0.132           | 23.38 |       |
| 7    | 3       | Olivia Borlée       | Belgique          | 0.170           | 23.53 |       |
| 8    | 8       | Afa Ismail          | Maldives          | 0.193           | 24.96 | NR    |
|      |         |                     |                   | vent : +0.5 m/s |       |       |

#### Série 2
| Rang | Couloir | Athlète            | Pays                   | Réaction        | Temps | Notes |
| ---- | ------- | ------------------ | ---------------------- | --------------- | ----- | ----- |
| 1    | 1       | Jenna Prandini     | États-Unis             | 0.163           | 22.62 | Q     |
| 2    | 7       | Lisa Mayer         | Allemagne              | 0.172           | 22.86 | Q, PB |
| 3    | 6       | Tynia Gaither      | Bahamas                | 0.160           | 22.90 | q     |
| 4    | 5       | Ángela Tenorio     | Équateur               | 0.160           | 22.94 | q, SB |
| 5    | 3       | Celiangeli Morales | Porto Rico             | 0.164           | 23.00 | PB    |
| 6    | 2       | Gloria Hooper      | Italie                 | 0.167           | 23.05 |       |
| 7    | 8       | Mariely Sánchez    | République dominicaine | 0.159           | 23.39 |       |
| 8    | 4       | Cynthia Bolingo    | Belgique               | 0.188           | 23.98 |       |
|      |         |                    |                        | vent : +0.8 m/s |       |       |

#### Série 3
| Rang | Couloir | Athlète           | Pays              | Réaction        | Temps | Notes |
| ---- | ------- | ----------------- | ----------------- | --------------- | ----- | ----- |
| 1    | 3       | Michelle-Lee Ahye | Trinité-et-Tobago | 0.170           | 22.50 | Q     |
| 2    | 5       | Simone Facey      | Jamaïque          | 0.164           | 22.78 | Q     |
| 3    | 8       | Kauiza Venancio   | Brésil            | 0.187           | 23.06 |       |
| 4    | 4       | Alyssa Conley     | Afrique du Sud    | 0.114           | 23.17 |       |
| 5    | 1       | Isidora Jiménez   | Chili             | 0.132           | 23.29 |       |
| 6    | 2       | Estela García     | Espagne           | 0.137           | 23.43 |       |
| 7    | 7       | Nataliya Strohova | Ukraine           | 0.164           | 23.69 |       |
| 8    | 6       | Yelena Ryabova    | Turkménistan      | 0.170           | 25.45 |       |
|      |         |                   |                   | vent : +0.6 m/s |       |       |

#### Série 4
| Rang | Couloir | Athlète            | Pays           | Réaction        | Temps | Notes |
| ---- | ------- | ------------------ | -------------- | --------------- | ----- | ----- |
| 1    | 7       | Marie Josée Ta Lou | Côte d'Ivoire  | 0.141           | 22.31 | Q, PB |
| 2    | 4       | Elaine Thompson    | Jamaïque       | 0.177           | 22.63 | Q     |
| 3    | 3       | Gina Lückenkemper  | Allemagne      | 0.207           | 22.80 | q     |
| 4    | 2       | María Belibasáki   | Grèce          | 0.183           | 23.19 |       |
| 5    | 6       | Justine Palframan  | Afrique du Sud | 0.151           | 23.33 |       |
| 6    | 1       | Janet Amponsah     | Ghana          | 0.157           | 23.67 |       |
| 7    | 8       | Diana Khubeseryan  | Arménie        | 0.146           | 25.16 |       |
| 8    | 5       | Margret Hassan     | Soudan du Sud  | 0.263           | 26.99 | PB    |
|      |         |                    |                | vent : +0.6 m/s |       |       |

#### Série 5
| Rang | Couloir | Athlète             | Pays            | Réaction        | Temps | Notes |
| ---- | ------- | ------------------- | --------------- | --------------- | ----- | ----- |
| 1    | 4       | Blessing Okagbare   | Nigeria         | 0.158           | 22.71 | Q     |
| 2    | 7       | Dina Asher-Smith    | Grande-Bretagne | 0.164           | 22.77 | Q     |
| 3    | 1       | Anthonique Strachan | Bahamas         | 0.161           | 22.96 | SB    |
| 4    | 8       | Tessa van Schagen   | Pays-Bas        | 0.189           | 23.41 |       |
| 5    | 2       | Gina Bass           | Gambie          | 0.179           | 23.43 |       |
| 6    | 6       | Srabani Nanda       | Inde            | 0.150           | 23.58 |       |
| 7    | 5       | Aurelie Alcindor    | Maurice         | 0.201           | 24.55 |       |
| 8    | 3       | Gayane Chiloyan     | Arménie         | 0.179           | 25.03 |       |
|      |         |                     |                 | vent : -0.1 m/s |       |       |

#### Série 6
| Rang | Couloir | Athlète             | Pays        | Réaction       | Temps | Notes |
| ---- | ------- | ------------------- | ----------- | -------------- | ----- | ----- |
| 1    | 7       | Deajah Stevens      | États-Unis  | 0.160          | 22.45 | Q     |
| 2    | 4       | Nercely Soto        | Venezuela   | 0.196          | 22.89 | Q, SB |
| 3    | 2       | Jamile Samuel       | Pays-Bas    | 0.159          | 23.04 |       |
| 4    | 5       | Ramona Papaioannou  | Chypre      | 0.140          | 23.10 | PB    |
| 5    | 1       | Yelyzaveta Bryzhina | Ukraine     | 0.178          | 23.28 |       |
| 6    | 8       | Nigina Sharipova    | Ouzbékistan | 0.140          | 23.33 |       |
| 7    | 6       | Viktoriya Zyabkina  | Kazakhstan  | 0.167          | 23.34 |       |
| 8    | 3       | Najima Parveen      | Pakistan    | 0.183          | 26.11 |       |
|      |         |                     |             | vent : 0.0 m/s |       |       |

#### Série 7
| Rang | Couloir | Athlète                | Pays                        | Réaction        | Temps | Notes |
| ---- | ------- | ---------------------- | --------------------------- | --------------- | ----- | ----- |
| 1    | 6       | Ivet Lalova-Collio     | Bulgarie                    | 0.136           | 22.61 | Q     |
| 2    | 3       | Ella Nelson            | Australie                   | 0.155           | 22.66 | Q     |
| 3    | 4       | Jodie Williams         | Grande-Bretagne             | 0.135           | 22.69 | q, SB |
| 4    | 1       | Lorène Bazolo          | Portugal                    | 0.166           | 23.01 | PB    |
| 5    | 8       | Chisato Fukushima      | Japon                       | 0.125           | 23.21 |       |
| 6    | 5       | LaVerne Jones-Ferrette | Îles Vierges des États-Unis | 0.127           | 23.35 |       |
| 7    | 2       | Vitória Cristina Rosa  | Brésil                      | 0.191           | 23.35 | SB    |
| 8    | 7       | Sheniqua Ferguson      | Bahamas                     | 0.153           | 23.62 |       |
|      |         |                        |                             | vent : +0.5 m/s |       |       |

#### Série 8
| Rang | Couloir | Athlète              | Pays          | Réaction        | Temps | Notes |
| ---- | ------- | -------------------- | ------------- | --------------- | ----- | ----- |
| 1    | 8       | Tori Bowie           | États-Unis    | 0.145           | 22.47 | Q     |
| 2    | 6       | Murielle Ahouré      | Côte d'Ivoire | 0.156           | 22.52 | Q, SB |
| 3    | 3       | Mujinga Kambundji    | Suisse        | 0.139           | 22.78 | q, SB |
| 4    | 1       | Nadine Gonska        | Allemagne     | 0.129           | 23.03 |       |
| 5    | 5       | Eleni Artymata       | Chypre        | 0.166           | 23.27 |       |
| 6    | 2       | Arialis Gandulla     | Cuba          | 0.149           | 23.41 |       |
| 7    | 7       | Brenessa Thompson    | Guyana        | 0.155           | 23.65 |       |
| 8    | 4       | Maizurah Abdul Rahim | Brunei        | 0.173           | 28.02 | PB    |
|      |         |                      |               | vent : +0.1 m/s |       |       |

#### Série 9
| Rang | Couloir | Athlète                 | Pays                       | Réaction        | Temps | Notes |
| ---- | ------- | ----------------------- | -------------------------- | --------------- | ----- | ----- |
| 1    | 3       | Edidiong Odiong         | Bahreïn                    | 0.156           | 22.74 | Q, PB |
| 2    | 1       | Semoy Hackett           | Trinité-et-Tobago          | 0.162           | 22.78 | Q     |
| 3    | 6       | Veronica Campbell-Brown | Jamaïque                   | 0.170           | 22.97 |       |
| 4    | 8       | Olga Safronova          | Kazakhstan                 | 0.144           | 23.29 |       |
| 5    | 7       | Ashley Kelly            | Îles Vierges britanniques  | 0.191           | 23.61 |       |
| 6    | 4       | Tameka Williams         | Saint-Christophe-et-Niévès | 0.160           | 23.61 |       |
| 7    | 2       | Sabina Veit             | Slovénie                   | 0.161           | 23.75 |       |
| 8    | 5       | Kristina Pronzhenko     | Tadjikistan                | 0.213           | 25.53 |       |
|      |         |                         |                            | vent : +0.6 m/s |       |       |

## Légende
Records et Performances
- AR : Record continental (area record)
- CR : Record des championnats (championship record)
- MR : Record du meeting (meet record)
- NR : Record national (national record)
- OR : Record olympique (olympic record)
- PR : Record paralympique (paralympic record)
- PB : Record personnel (personal best)
- SB : Meilleure performance personnelle de la saison (season's best)
- WL : Meilleure performance mondiale de l'année (world leader)
- WJR : Record du monde junior (world junior record)
- WR : Record du monde (world record)

Circonstances et Conditions
- DNF : N'a pas terminé (did not finish)
- DNS : N'a pas pris le départ (did not start)
- DQ : Disqualification (disqualification)
- NM : Aucun essai valable enregistré (No Mark)
- Q : Qualifié « directement » au prochain tour (ou à la prochaine compétition), lors d'une compétition majeure, grâce au classement ou à la réalisation des minima (automatic qualifier)
- q : Qualifié au prochain tour (ou à la prochaine compétition), lors d'une compétition majeure, grâce au repêchage ou à la réalisation de l'une des meilleures performances parmi celles des « non qualifiés directement » (grâce au meilleur temps ou à la meilleure distance par exemple) (secondary qualifier)